# Staurophallus senegalensis
Staurophallus senegalensis är en svampart som beskrevs av Mont. 1845. Staurophallus senegalensis ingår i släktet Staurophallus och familjen stinksvampar.   Inga underarter finns listade i Catalogue of Life.